# Francesco Piccolomini (bispo)
Francesco Piccolomini (falecido em 1622) foi um prelado católico romano que serviu como bispo de Grosseto (1611–1622).

## Biografia
No dia 17 de agosto de 1611, Francesco Piccolomini foi nomeado durante o papado de Paulo V como Bispo de Grosseto. A 6 de novembro de 1611, foi consagrado bispo por Giovanni Garzia Mellini, cardeal-sacerdote de Santi Quattro Coronati, com Alessandro Borghi (bispo), bispo emérito de Sansepolcro, e Antonio Maria Franceschini, bispo de Amelia, servindo como co-consagradores. Serviu como Bispo de Grosseto até à sua morte em maio de 1622. Enquanto bispo, foi o principal co-consagrador de Gregorio Pomodoro, Bispo de Larino (1616).